# Ich-Dystonie
Der Begriff Ich-Dystonie (auch ichdyston, egodyston oder ego-dyston) ist ein Befund, der in der Psychologie und der Humanmedizin der Beschreibung von psychischen Störungen dient. Sie bedeutet allgemein, dass eine Person ihre Gedanken, Impulse oder Gemütserregungen als nicht zu ihrem Ich gehörend erlebt. Ich-dyston können sowohl krankheitswertige Phänomene sein (z. B. Panikattacken) als auch nicht-krankhafte Abweichungen wie z. B. die sexuelle Orientierung (siehe Ichdystone Sexualorientierung). 
Psychische Zustände und Symptome werden also nicht als zu der eigenen Person gehörend wahrgenommen, sondern als fremd und störend erlebt. Betroffene sehen sie folglich nicht als Bestandteil der eigenen Persönlichkeit an und empfinden daher Leidensdruck. Das Gegenteil davon stellt die Ich-Syntonie dar.

## Beschreibung
Hinweise auf ich-dystone Phänomene sind Selbstaussagen, Gedanken und Gefühle der Betroffenen wie: Krank, eigenartig, unverständlich, ich will das (wieder) loswerden, ich weiß gar nicht, was da mit mir passiert, normalerweise bin ich gar nicht so, ich verstehe mich selber nicht usw.
Psychopathologische Symptome und Störungen wie Panikzustände und Zwangsstörung gehen in der Regel mit Ich-Dystonie einher. Die Ich-Dystonie kann jedoch durch eine Chronifizierung der Störung verloren gehen. Das DSM-IV stellt dafür eine zusätzliche Kodierung als Zwangsstörung mit geringer Einsicht zur Verfügung. Wahn und Psychosen sind dagegen grundsätzlich ich-synton.

## Klassifizierung
Die verschiedenen Fachrichtungen und Disziplinen, die mit diesem Begriff arbeiten, verwenden ihn teilweise mit unterschiedlicher Bedeutung. Entstanden ist er aus dem Ich-Begriff der Psychoanalyse als theoretisches Konstrukt. Empirische Forschung zur Ich-Dystonie gibt es ebenso wenig wie eine allgemeingültige Definition. In den Klassifizierungen DSM-5 und ICD-11 ist die Ich-Dystonie nicht enthalten.